# بخش مرکزی شهرستان کرمانشاه
بخش مرکزی شهرستان کرمانشاه یکی از بخشهای تابع شهرستان کرمانشاه در استان کرمانشاه در غرب ایران است.

## تقسیمات کشوری
- بخش مرکزی
  - دهستان میان دربند
  - دهستان بالا دربند
  - دهستان درود فرامان
  - دهستان قره‌سو

نقاط شهری: کرمانشاه

## جمعیت
بنابر سرشماری مرکز آمار ایران، جمعیت بخش مرکزی شهرستان کرمانشاه در سال ۱۳۹۵ برابر با ۱٬۰۱۱٬۴۲۸ نفر (۳۰۲٬۹۶۰) خانوار بوده‌ است.